# Satisfaktsija
Satisfaktsija (russisk: Сатисфакция) er en russisk spillefilm fra 2011 af Anna Matison.

## Medvirkende
- Denis Burgazlijev som Dima
- Jevgenij Grishkovets som Sasja
- Oleg Malysjev
- Jurij Bazilev
- Aleksandr Bratenkov